# Хорват, Златко
Златко Хорват (хорв. Zlatko Horvat; род. 25 сентября 1984, Загреб) — хорватский гандболист, правый крайний клуба «Дабаш» и национальной сборной Хорватии. Бронзовый призёр Олимпийских игр 2012 года, двукратный призёр чемпионатов мира, трёхратный призёр чемпионатов Европы.

## Карьера
Златко Хорват начал заниматься гандболом в детской команде «Загреб», за который на профессиональном уровне играл в течение 18 лет. В 2020 году перешёл в клуб «Металлург» (Скопье).

## Достижения
«Загреб»:
- Чемпион Хорватии (17): 2002/03, 2003/04, 2004/05, 2005/06, 2006/07, 2007/08, 2008/09, 2009/10, 2010/11, 2011/12, 2012/13, 2013/14, 2014/15, 2015/16, 2016/17, 2017/18, 2018/19
- Обладатель Кубка Хорватии (16): 2003, 2004, 2005, 2006, 2007, 2008, 2009, 2010, 2011, 2012, 2013, 2014, 2015, 2016, 2017, 2018
- Чемпион SEHA-Лиги (1): 2012/13
- Серебряный призёр SEHA-Лиги (2): 2017/18, 2018/19
- Бронзовый призёр SEHA-Лиги (4): 2011/12, 2013/14, 2014/15, 2015/16
- Финалист Кубка обладателей Кубков ЕГФ (1): 2005